# Fejervarya andamanensis
Fejervarya andamanensis es una especie de rana de la familia Dicroglossidae.

## Distribución geográfica
Es endémica de las islas Andamán, pertenecientes a la India.

## Estado de conservación
Se encuentra amenazada por la pérdida de su hábitat natural.